# Marko Jevremović
Marko Jevremović (in serbo Марко Јевремовић?; Belgrado, 23 febbraio 1996) è un calciatore serbo, difensore del Forge.

## Carriera

### Club
Ha giocato nella prima divisione dei campionati serbo, cipriota e bosniaco.

### Nazionale
Nel 2021 ha giocato una partita con la nazionale maggiore serba.

## Palmarès

### Club

#### Competizioni nazionali
- Souper Ligka Ellada 2: 1

Athens Kallithea: 2023-2024 (gruppo B)